# Sigurd Heuman
Sigurd Gustaf Daniel Heuman, född 25 november 1943 i Halmstad, är en svensk jurist och domare.
Heuman avlade studentexamen vid latinlinjen på Hvitfeldtska i Göteborg 1963 och studerade därefter vid Lunds universitet, genomförde tingstjänstgöring vid Falu tingsrätt 1969-1971 och var därefter domaraspirant vid olika tingsrätter i Skåne från 1971. Under perioden 1977-1986 tjänstgjorde han vid Justitiedepartementet. Efter en kort tid vid Ängelholms tingsrätt blev han chefsrådman vid Malmö tingsrätt, innan han 1992 blev lagman vid Ängelholms tingsrätt, vilket han var till 1999. Från 1999 till 2007 var han lagman vid Helsingborgs tingsrätt. Från 11 december 2009 är han ordförande i Säkerhets- och integritetsskyddsnämnden.
Heuman har också haft olika utredningsuppdrag, bland annat i utredningen om ökat förtroende för domstolarna (SOU 2008:106), i patientdatautredningen (SOU 2007:48). Från 2007 hade Heuman ett uppdrag av Sveriges regering att utreda frågor om insyn och sekretess inom vissa delar av rättsväsendet.
Sigurd Heuman är son till riksåklagaren Maths Heuman.